# أوكتافيو فالديز
أوكتافيو فالديز (بالإسبانية: Octavio Valdez)‏ (7 ديسمبر 1973 في المكسيك - ) هو لاعب كرة قدم مكسيكي في مركز الدفاع. شارك مع منتخب المكسيك لكرة القدم. أما مع النوادي، فقد لعب مع نادي أمريكا ونادي باتشوكا ونادي تولوكا ونادي سان لويس ونادي مونتيري وتيبورونيس روخوس دي فيراكروز وريبوسيروس دي لا بيداد ‏.

## مسيرته الكروية
لعب أوكتافيو فالديز خلال مسيرته الاحترافية مع 7 أندية في سبعة عشر موسمًا وسجل خلالها 24 هدفًا ضمن 418 مباراة. ولم يفز بأي موسم بالكأس وفاز في أربعة مواسم بالدوري.
خاض أوكتافيو فالديز مسيرته مع نادي باتشوكا في موسم 1995–96 في المرة الأولى ليلعب معه ستة مواسم ثم في موسم 2003–04 ولمدة موسمين، مشاركًا طوالها في 209 مباراة سجل خلالها 14 هدفًا. ثم انتقل إلى نادي أمريكا في موسم 2001–02 لمدة موسم واحد، حيث شارك في 18 مباراة سجل خلالها هدفًا واحدًا. لينتقل بعدها إلى نادي تولوكا في موسم 2002–03 لمدة موسم واحد، مشاركًا في 38 مباراة سجل خلالها 3 أهداف. ثم انتقل إلى نادي سان لويس في موسم 2005–06 واستمر معه طيلة ثلاثة مواسم، مشاركًا في 78 مباراة سجل خلالها هدفين. هذا وانتقل لاحقًا إلى نادي مونتيري في موسم 2008–09 لمدة موسم واحد، مشاركًا في 26 مباراة ولم يسجل أي هدف. ثم انتقل بعدها إلى نادي تيبورونيس روخوس دي فيراكروز في موسم 2009–10 ولمدة موسمين، مشاركًا في 36 مباراة سجل خلالها هدفين. ليعود وينتقل من جديد، لكن هذه المرة إلى ريبوسيروس دي لا بيداد ‏ في موسم 2010–11 لمدة موسم واحد، مشاركًا في 13 مباراة سجل خلالها هدفين أيضًا.

## وصلات خارجية
- أوكتافيو فالديز على موقع الاتحاد الدولي (مؤرشف)  (الإنجليزية)
- أوكتافيو فالديز على موقع قاعدة بيانات كرة القدم.إي يو (الإنجليزية)
- أوكتافيو فالديز على موقع ناشيونال فوتبول تيمز (الإنجليزية)